# Dover (Arkansas)
Dover – miasto w Stanach Zjednoczonych, w stanie Arkansas, w hrabstwie Pope.